# San Isidro Alta Huerta
San Isidro Alta Huerta es una localidad del estado mexicano de Michoacán. Es parte del municipio de Hidalgo.

## Toponimia
El nombre «San Isidro» hace referencia al santo patrono de la localidad: Isidro Labrador.

## Demografía
| Gráfica de evolución demográfica |
|                                  |

| Censo | Población |
| ----- | --------- |
| 1900  | 200       |
| 1910  | 284       |
| 1921  | 265       |
| 1930  | 302       |
| 1940  | 325       |
| 1950  | 225       |
| 1960  | 476       |
| 1970  | 599       |
| 1980  | 501       |
| 1990  | 1166      |
| 2000  | 1411      |
| 2010  | 1758      |
| 2020  | 2039      |